# Praepaleaeotragus actaensis
Il prepaleotrago (Praepalaeotragus actaensis) è un mammifero artiodattilo estinto, appartenente ai giraffidi. Visse nel Miocene inferiore (circa 20 - 18 milioni di anni fa) e i suoi resti fossili sono stati ritrovati in Asia (Kazakistan). È considerato uno dei giraffidi più antichi.

## Importanza dei fossili
Questo animale è stato descritto per la prima volta nel 1993, sulla base di resti fossili rinvenuti nella zona di Actau, in Kazakistan. Gli autori della descrizione ritengono che questa forma possa essere considerata la più antica e primitiva tra i paleotragini, un gruppo di giraffidi tipici del Miocene, dai quali si suppone si siano originate le successive radiazioni evolutive di giraffidi. Si suppone che questo animale fosse ancestrale al ben più noto Palaeotragus, i cui primi rappresentanti sono di poco posteriori; da queste forme primitive potrebbe inoltre essersi originato l'attuale okapi, attraverso altri giraffidi poco noti dell'Est Europa (Csakvarotherium). Altri giraffidi arcaici, ritenuti variamente gli antenati delle forme successive, sono Progiraffa, Canthumeryx e Giraffokeryx. Praepalaeotragus, in ogni caso, rimane un genere oscuro e poco studiato.